# École canadienne de Tunis
L'École canadienne de Tunis (ECT) est une école internationale canadienne située à Tunis en Tunisie. Elle propose un enseignement de niveau primaire, secondaire et pré-universitaire.
Elle ouvre ses portes en 2014.
Elle est accréditée pour offrir des programmes de baccalauréat international (programme primaire, programme d'éducation intermédiaire et programme du diplôme).